# Cimetière du 5e kilomètre
Le cimetière du 5e kilomètre est un cimetière situé à Nouméa, en Nouvelle-Calédonie.

## Aménagements
Le cimetière comprend un monument du souvenir américain, un crématorium, un colombarium, un mur du souvenir, une chapelle, un centre funéraire ainsi que le bureau des cimetières.